# Brat (pel·lícula de 1997)
Brat (lit. El germà) és una pel·lícula russa escrita i dirigida per Aleksei Balabànov i interpretada per Serguei Bodrov i Viktor Sukhorukov. Fou estrenada a la secció Un Certain Regard del Festival de Cannes de 1997. Balabànov i Bodrov van rebre el Gran Premi del festival Kinotavr (1997) com a millor director i millor actor, respectivament.
Es tracta de la primera part d'una dilogia (la segona és Brat 2) sobre un heroi dels anys 90 anomenat Danila Bagrov, interpretat per Serguei Bodrov. De retorn del servei militar, el jove Bagrov arriba a la seva ciutat natal. L'avorrida i monòtona vida de la província no el convenç, i decideix anar a Sant Petersburg en busca d'una mica d'acció. A més, segons els rumors, el seu germà gran hi ha prosperat des de fa un temps.
Brat va rebre crítiques positives per la seva atmosfera, realisme i interpretació. Es va convertir en un fenomen cultural, esdevenint tout un èxit de taquilla, i està inclosa a la llista de "100 principals pel·lícules russes" segons la revista Afisha. Amb el temps, la pel·lícula ha adquirit l'estatus de pel·lícula de culte i el personatge cinematogràfic Danila Bagrov ha esdevingut una icona popular.
Brat va tenir una seqüela, Brat 2, que es va estrenar l'any 2000 i també va gaudir d'una enorme popularitat.
El 24 de març de 2022, la pel·lícula va ser reestrenada a Rússia.

## Argument
A la tardor del 1996, tornant de la guerra txetxena, Danila Bagrov camina per la seva ciutat natal i interromp accidentalment el rodatge del videoclip de la cançó "Wings" del grup Nautilus Pompilius. Danila és conduït a la comissaria per haver colpejat a un dels vigilants de seguretat de l'equip de rodatge, però queda de seguida en llibertat. La mare de Danila el renya per haver participat a la baralla i, per no repetir el destí criminal del seu pare, li aconsella que vagi a Sant Petersburg a visitar el seu germà gran Víctor, el qual "allà és un home gran".
En arribar a Sant Petersburg, no troba el seu germà a casa i Danila es passeja per la ciutat, passant la nit a les golfes. L'endemà, al mercat, és testimoni d'un conflicte entre un antiquari i un delinqüent. Després d'haver sorprès el delinqüent i agafat el seu revòlver casolà, Danila coneix l'home rescatat: un alemany rus d'edat avançada, anomenat Hoffmann, un típic lumpen urbà. Hoffman el porta al cementiri luterà de Smolensk, on li presenta els seus amics sense sostre. Després de beure i menjar junts, Danila agafa un tramvia i veu com dos caucàsics, sense haver pagat la tarifa, es burlen del tímid controlador. Amenaçant-los amb el revòlver prèviament adquirit, Danila els obliga a pagar la multa. Els caucàsics, espantats, li entreguen una cartera plena de diners, suplicant-li que no els mati. Danila, després d'haver pres la quantitat necessària, llença la cartera a terra i els caucàsics, agafant-la, fugen. Seguidament Danila va a una botiga de música rock per trobar el disc "Wings", fent amistat amb la jove Kat.
Finalment, Danila arriba a trovar el seu germà Víctor, un sicari conegut amb el sobrenom de "Tàtar", que intenta fer-se passar per un home de negocis respectable davant del seu germà petit, i li proporciona diners perquè es compri roba decent i llogui un habitatge.
El dia abans, un bandoler anomenat Krugli, havia ordenat a Tàtar que matés un cap criminal anomenat txetxè, el que tenia sota control el mercat local. Tàtar va acceptar complir l'ordre, però degut al gran risc que comportava l'operació, va exigir una suma de vint mil dòlars, molt més gran que l'habitual. A Krugli no li va agradar aquesta actitud i va ordenar a la seva gent que estigués constantment al mercat, controlant "el tàtar". Danila és convençut pel seu germà de portar a terme l'operació que ell no pot executar, prometent-li pagar dos mil dòlars.
A través dels amics de Hoffman, Danila lloga una habitació a l'apartament d'un veterà de guerra, que ha esdevingut alcohòlic. Seguidament es dirigeix al mercat disfressat d'estudiant i fa detonar diversos paquets d'explosius casolans per desviar l'atenció de la gent. Aprofitant l'agitació generada, mata el txetxè, però la gent de Krugli el persegueixen i comença un tiroteig en el qual mor un dels perseguidors i del qual amb prou feines s'escapa, ferit de bala i saltant a un tramvia de mercaderies. La conductora del carruatge, Svetlana, s'adona que Danila està ferit i li ofereix ajuda, però ell s'hi nega, prometent trobar-la més tard per donar-li les gràcies.
Llocs on es van rodar alguns episodis de la pel·lícula a Sant Petersburg

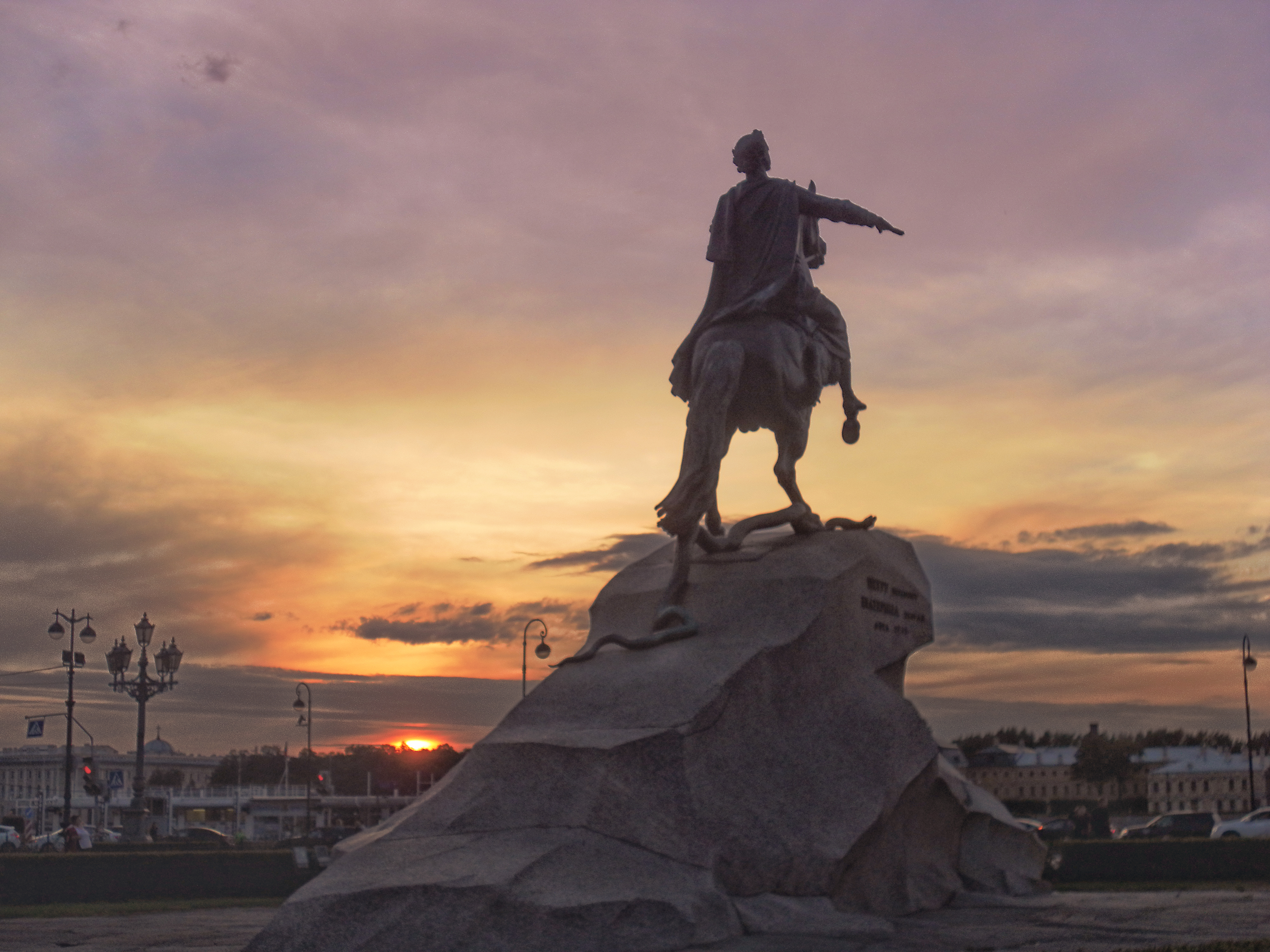
El Cavaller de bronze, un dels monuments que apareixen a l'arribada de Danila a Sant Petersburg.
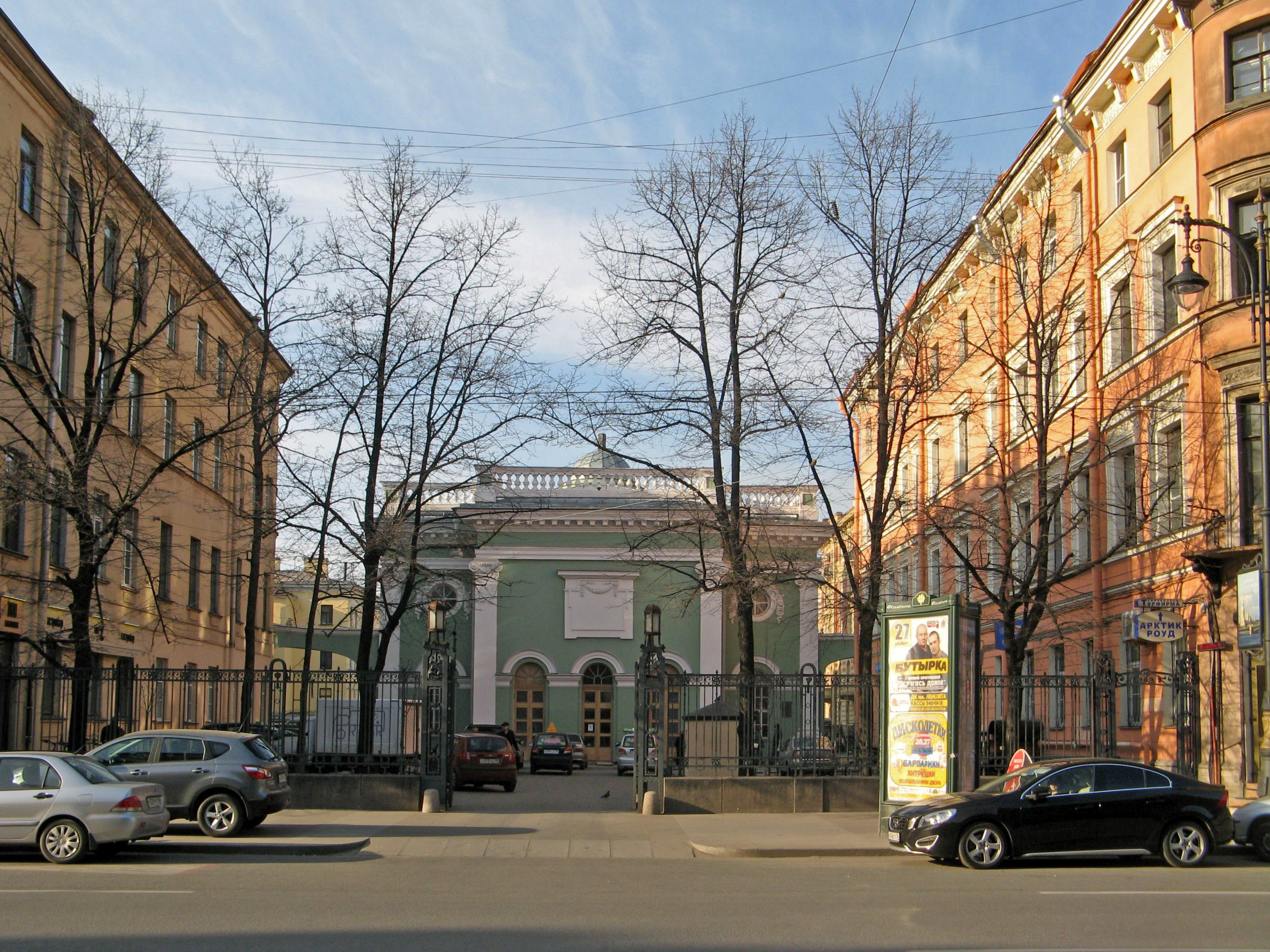
Carrer Kírotxnaia, 8 de Sant Petersburg. Lloc al qual Danila compra els àlbums de Nautilus i coneix a Kat.
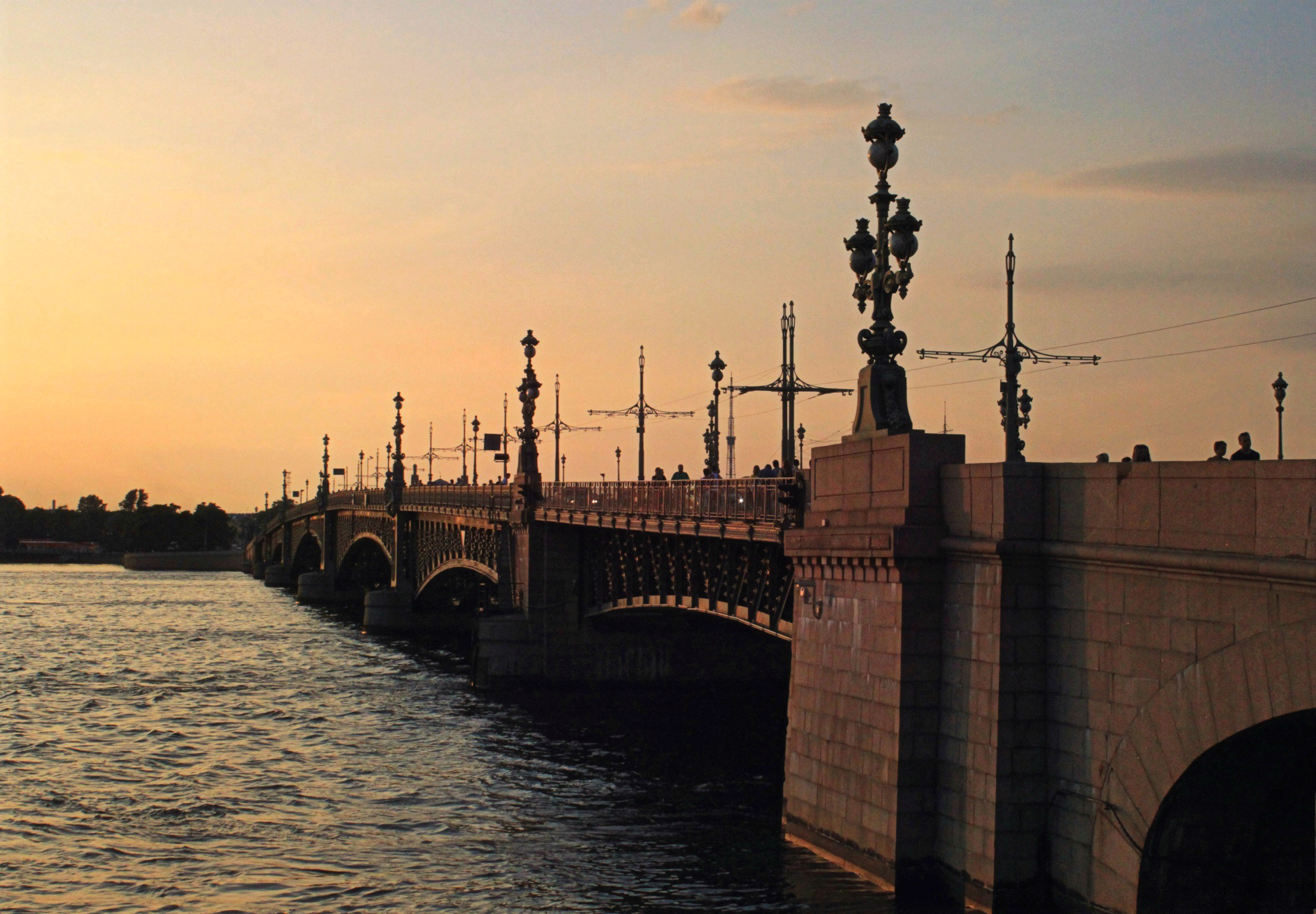
Pont de la Trinitat de Sant Petersburg.
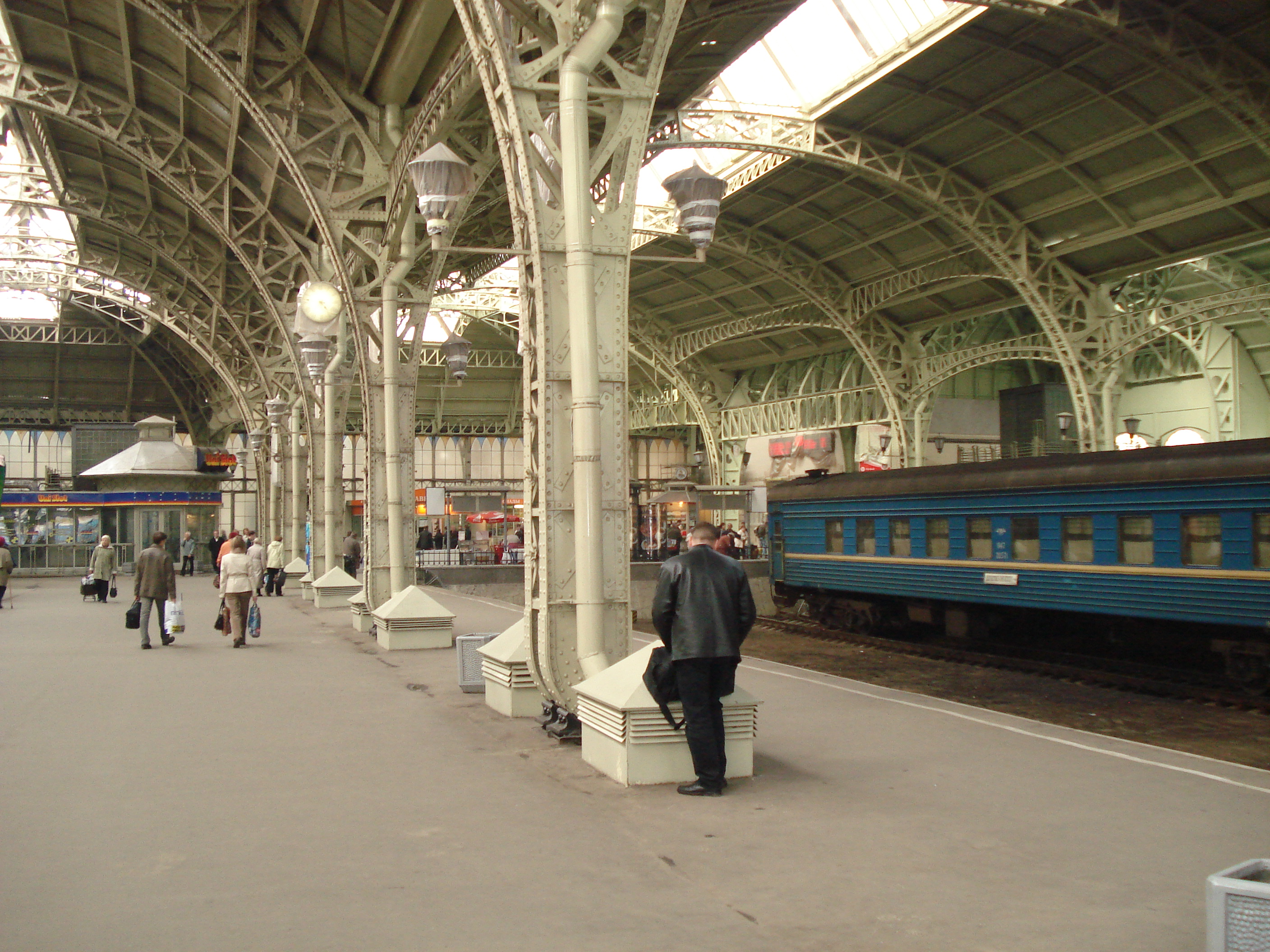
Estació de Vítebsk, a la qual arriba Danila a Sant Petersburg.
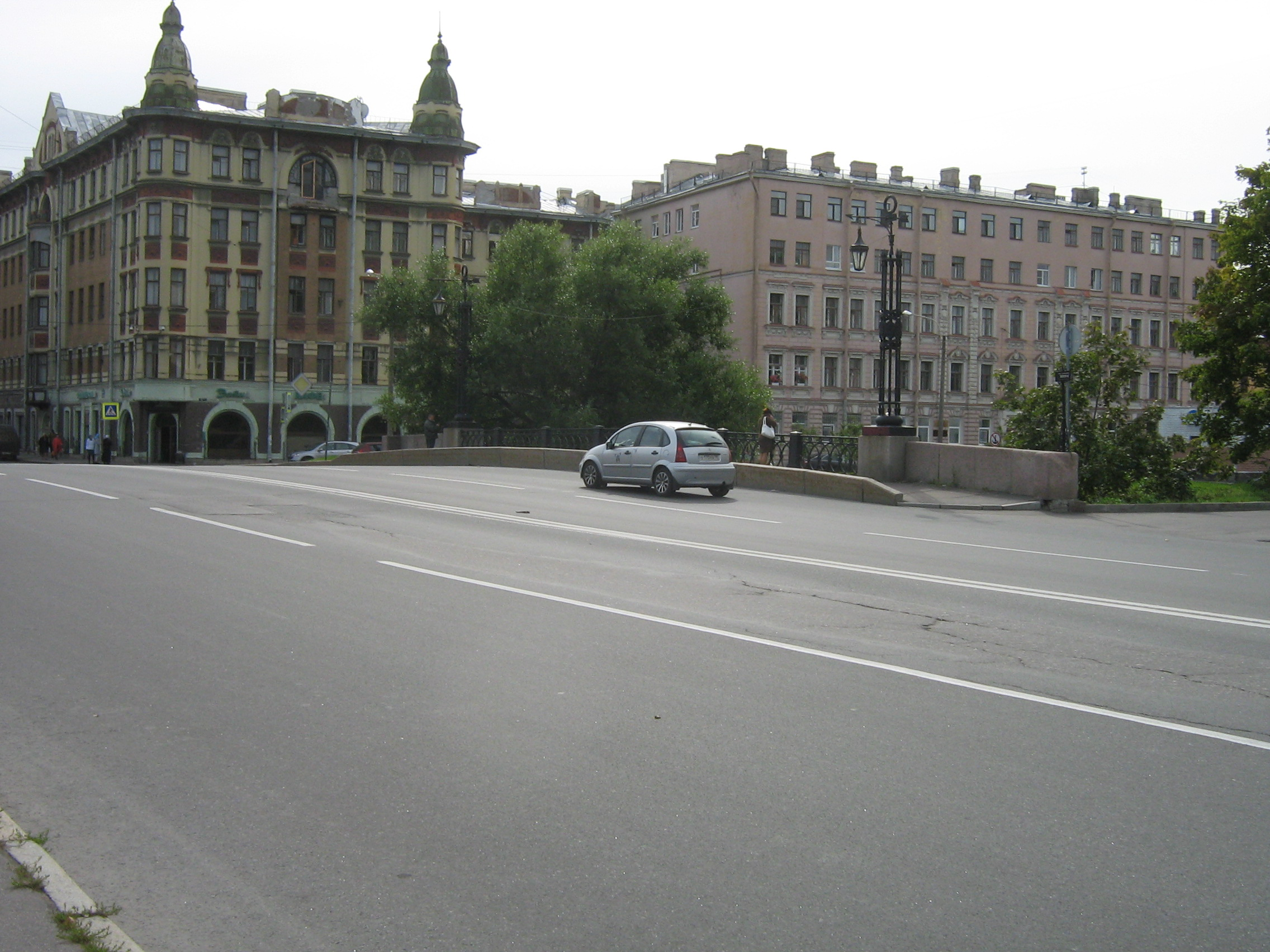
Pont sobre el riu Smolenka. Danila i «l'alemany» apareixen passejant per aquest indret.

Gràcies a les cures de Hoffmann, Danila es recupera i va a buscar la Svetlana, que li va salvar la vida. S'inicia una relació entre ells, malgrat que Svetlana té un marit, maltractador, que poques vegades és a casa. Mentrestant, en Krugli troba el tramvia amb el qual en Danila es va escapar i li pregunta a Svetlana per ell, que es fa l'òrnia. En Danila i la Svetlana van junts a un concert del grup Nautilus Pompilius, on es troben inesperadament amb la Kat.
En Víctor li dona al seu germà l'import acordat per a la "comanda" completada i li ofereix iniciar un negoci conjunt, insinuant que caldria negociar amb el seu principal competidor, en Krugli. En Danila va a visitar la Sveta, topant-se inesperadament amb amb el marit, amb qui té una confrontació. Després, Danila truca a la Kat i se'n van junts de festa.
L'endemà, en Danila es desperta al seu apartament a causa d'una trucada del seu germà, que li encarrega una nova missió acompanyat d'un parell de bandits coneguts seus. Es tracta ara d'empaitar a un tal Makar, que suposadament li deu una gran suma de diners. Arribats al seu pis, prenen el propietari de l'apartament com a ostatge i esperen a Makar, que ha sortit a comprar vodka. Paral·lelament, a la planta superior, una empresa celebra l'aniversari d'algú i un dels convidats, per error, acaba a l'apartament on es troben en Danila i els bandits, que el penen com a ostatge.
Al cap d'una estona, l'ídol de Danila, en Vatxeslav Butusov (cameo), també truca a l'apartament per error. En Danila el reconeix, i això salva el músic. Amb l'excusa d'aconseguir una pastilla per al mal de cap, en Danila segueix Butusov fins a l'apartament del pis de dalt, passa una estona amb músics de rock famosos i escolta les seves cançons. Tornant a l'apartament i veient que els bandolers han matat el propietari i planegen fer el mateix amb l'altre ostatge, té lloc una confrontació amb Danila, que acaba disparant als dos bandits. Seguidament, amaga els cadàvers al cementiri i demana a Hoffman que els enterri.
Krugli i els seus homes prosegueixen la caça contra Danila. Peguen i violen a Svetlana, però no aconsegueixen obtenir cap informació sobre Danila. Un bandoler anomenat Mole acorrala a Danila i li dispara, però la bala colpeja el seu walkman,salvant-li la vida, i contradispara matant a Mole. Arribant a Sveta i veient-la colpejada, en Danila amenaça de matar el seu tirà de marit, però després entén que el culpable real és Krugi.
Krugli pren Víctor com a ostatge i, amenaçant-lo amb violència, li demana lliurar a Danila i retornar-li els diners. Danila en aquell moment truca al seu germà i pel to poruc de la seva veu endevina que es tracta d'una emboscada. Arribant al pis del seu germà, mata en Krugli i els seus homes. Vist aquest imprevisible desenllaç, Víctor es torna histèric, ja que té por que el seu germà el culpi de traïció, però Danila el calma, repetint-li: " Tu ets el meu germà!..." - i apel·la als records sentimentals de la infància.
En Danila agafa els diners de l'apartament i aconsella al seu germà que torni a casa amb la seva mare i trobi feina a la policia. Arriba a casa de la Sveta, però a l'adonar-se que ha tornat a ser apallissada pel seu marit, li dispara a aquest a les cames. La Sveta s'afanya a ajudar el seu marit, malgrat ser un maltractador i alcohòlic, furiosa amb en Danila i exigint-li que marxi. Sentint-se incomprès, en Danila se'n va, deixant-li uns quants diners per compensar el mal fet.
Més tard en Danila es retrova amb Hoffman, conversant sobre la influència nociva de la gan ciutat sobre la gent. Finalment, també li ofereix diners, però Hoffman s'hi nega. Aleshores, Danila es reuneix amb Kat, li anuncia la seva marxa i li dona un paquet de dòlars "per anar a Penkin".
Al final de la pel·lícula, Danila fa autostop en una carretera nevada i acaba pujant a un camió que es dirigeix cap a Moscou.

## Repartiment
| Actor                | Paper                                  |
| -------------------- | -------------------------------------- |
| Serguei Bodrov Jr.   | Danila Bagrov                          |
| Viktor Sukhorukov    | Viktor Bagrov                          |
| Svetlana Pismitxenko | Sveta                                  |
| Maria Zhukova        | Kat                                    |
| Yuri Kusnetsov       | "l'alemany" Hoffman                    |
| Irina Rakxina        | Zinka                                  |
| Sergei Murzin        | Krugli                                 |
| Andrei Fiodortsov    | Stepan                                 |
| Igor Shibanov        | Policia                                |
| Andrey Krasko        | Propietari de l'apartament             |
| Aleksei Poluyan      | "Mole", el gàngster                    |
| Igor Lifanov         | Un dels bandits de Krugli              |
| Tatiana Zakharova    | Mare de Danila i Viktor                |
| Sergei Debizhev      | Director videomusical                  |
| Konstantin Anisimov  | Seguretat de la companyia videomusical |
| Anatoly Gorin        | Companya de Sveta                      |

## Banda sonora original
| No. | Nom                                            | Executor         | Durada |
| --- | ---------------------------------------------- | ---------------- | ------ |
| 1.  | «Во время дождя» ("Quan plou")                 | Nautilus Pompili | 3:49   |
| 2.  | «Крылья» ("Ales")                              | Nautilus Pompili | 3:48   |
| 3.  | «Нежный вампир» ("Vampir gentil")              | Nautilus Pompili | 3:53   |
| 4.  | «Три царя» ("Tres Tsars")                      | Nautilus Pompili | 4:25   |
| 5.  | «Воздух» ("Aire")                              | Nautilus Pompili | 5:16   |
| 6.  | «Люди на холме» ("Homes al turó")              | Nautilus Pompili | 5:09   |
| 7.  | «Летучий фрегат» ("Fragata voladora")          | Nastya           | 3:21   |
| 8.  | «Матерь богов» ("La mare dels déus")           | Nautilus Pompili | 4:37   |
| 9.  | «Хлоп-хлоп» ("Khlop-khlop")                    | Nautilus Pompili | 4:00   |
| 10. | «Даром» ("Gratis")                             | Nastya           | 3:51   |
| 11. | «Чёрные птицы» ("Ocells negres")               | Nautilus Pompili | 3:26   |
| 12. | «Зверь» ("Bèstia")                             | Nautilus Pompili | 6:59   |
| 13. | «Люди на холме (демо)» ("Gent al turó (demo)") | Nautilus Pompili | 3:20   |